# Braine, Aisne
Braine är en kommun i departementet Aisne i regionen Hauts-de-France i norra Frankrike. Kommunen ligger  i kantonen Braine som ligger i arrondissementet Soissons. År 2022 hade Braine 2 243 invånare.

## Befolkningsutveckling
Antalet invånare i kommunen Braine
Referens: INSEE